# Ingenuidad insular

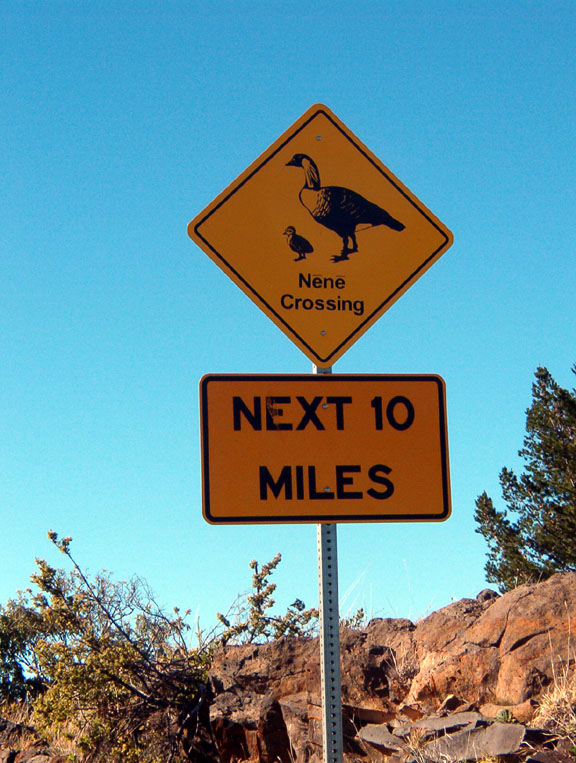
Barnacla de Hawái, Hawái

La ingenuidad insular o mansedumbre de los isleños es la tendencia de muchas poblaciones y especies animales que viven en islas a perder su cautela ante potenciales predadores, particularmente de animales grandes y exóticos. El término es ciertamente similar al concepto de naïvete ecológica, que corresponde a un significado más amplio con relación a perder las conductas defensivas y las adaptaciones necesarias para mantenerse a salvo de "nuevos" predadores.  Las especies retienen tales cautelas de predadores que  existieron en su ambiente, es decir los animales nativos pueden tener cautela con los depredadores de su área pero no a los de fuera.
Esta conducta incauta puede maladaptar a las especies en situaciones donde los humanos han introducido depredadores, intencional o accidentalmente, como cerdos, perros, ratas,  gatos, a islas donde viven estas especies denominadas ecológicamente como fauna naïve.  También ha sucedido con muchos animales originarios de algunas islas, como el Dodo o el albatros colicorta Phoebastria albatrus, vulnerable a la caza  humana. En muchos lugares, las especies nativas son incapaces de aprender rápidamente a evitar estos nuevos predadores, o cambiar sus comportamientos para minimizar su riesgo. Esta cautela es eventualmente perdida o reducida en algunas especies,  pero muchas poblaciones isleñas son demasiado pequeñas o se multiplican demasiado despacio como para adaptarse. Cuando se combina con otras amenazas, tales como pérdida del hábitat, esto puede conducir a la extinción de numerosas especies (como pasó con el ave Porzana palmeri y con otra ave Xenicus lyalli) y continúa poniendo en riesgo muchas otras. Las únicas técnicas de conservación que pueden  ayudar a las especies amenazadas por especies noveles introducidas, es creando barreras para excluir al predador o bien erradicarlo. Nueva Zelanda ha sido pionera en el uso de islas externas libres de especies introducidas para servir como refugios de vida salvaje para estas especies ecológicamente naïve.